# Wesford
 (août 2025).
L'article doit être relu — et modifié si nécessaire — par des contributeurs indépendants pour apporter un regard critique aux contributions effectuées en violation des conditions d'utilisation de Wikipédia, tant sur la forme (notamment concernant le style encyclopédique, la proportionnalité) que sur le fond (la neutralité de point de vue, la qualité et l'indépendance des sources).
 (août 2025).
Motif : l'utilisateur qui a apposé ce bandeau n'a pas précisé le motif de la pose.
- Archive Wikiwix
- Bing
- Cairn
- DuckDuckGo
- E. Universalis
- Gallica
- Google
- G. Books
- G. News
- G. Scholar
- Persée
- Qwant
- (zh) Baidu
- (ru) Yandex
- (wd) trouver des œuvres sur Wikidata

| 1. | Préciser le motif de la pose du bandeau. | Précisez le motif de la pose du bandeau en utilisant la syntaxe suivante : {{admissibilité à vérifier\|date=août 2025\|motif=remplacez ce texte par le motif}}               |
| 2. | Informer les utilisateurs concernés.     | Pensez à avertir le créateur de l'article, par exemple, en insérant le code ci-dessous sur sa page de discussion : {{subst:avertissement admissibilité à vérifier\|Wesford}} |

 (août 2025).
Si vous disposez d'ouvrages ou d'articles de référence ou si vous connaissez des sites web de qualité traitant du thème abordé ici, merci de compléter l'article en donnant les références utiles à sa vérifiabilité et en les liant à la section « Notes et références ».
 (novembre 2015).
Le groupe Wesford, créé en 1986, rassemblait en France trois écoles privées de commerce et d'administration : à Clermont-Ferrand, à Grenoble et à Lyon. Aujourd'hui une seule école est ouverte à Clermont-Ferrand. Le groupe a été racheté pour le Groupe IFC depuis 2023.  
L'École Wesford Clermont reste indépendante et continue son développement en Auvergne. En 2017, elle recense plus de 260 étudiants. En 2025, c'est plus de 500.   
L'École Wesford de Clermont-Ferrand, située au cœur de l'Auvergne en France, est un établissement d'enseignement supérieur reconnu pour son excellence académique et son approche innovante de l'éducation. 
Fondée dans le but de fournir une formation de pointe aux futurs professionnels, Wesford offre une gamme de programmes dans des domaines variés tels que le management, le commerce, la finance, et le marketing. Dotée d'un corps enseignant expérimenté, l'école vise à préparer ses étudiants à relever les défis du monde professionnel contemporain. 
En encourageant une pédagogie centrée sur l'apprenant, combinant théorie et pratique, l'école Wesford s'est établie comme une institution de choix pour les étudiants désireux de réussir dans un environnement globalisé et en constante évolution.

## Parcours de formations
Lors de la rentrée 2025, Wesford propose des formations en commerce et marketing, communication, banque et assurance, comptabilité et gestion, ressources humaines, international, logistique et transport, immobilier. 

### Formation Classique ou Alternance

#### Wesford Clermont
Wesford Clermont propose des formations allant de Bac+2 à Bac+5 :

##### Après Bac/Bac+1:BTS[Bac+2]Diplôme d'État
- BTS Commerce International
- BTS Communication
- BTS Comptabilité Gestion
- BTS Gestion de la PME
- BTS Management Commercial Opérationnel
- BTS Négociation et Digitalisation de la Relation Client

##### Après Bac+2: Bachelor - Licence [Bac+3] Titre certifié par l'État - Diplômes d'État
- Bachelor Banque – Assurance
- Bachelor Chargé de Gestion et Management Gestion financière
- Bachelor Développement et Management Commercial et Marketing
- Bachelor Communication Digitale Et Evènementiel
- Bachelor Immobilier
- Bachelor Logistique et transport (Stratégie achats et approvisionnements)
- Bachelor Ressources Humaines, E-GRH

##### Après BAC+3: MBA & Master  [Bac+5] Titres certifiés par l'État - Diplômes d'État
- MBA Direction des Ressources Humaines – DRH
- MBA Direction et Stratégie Commerciales et Marketing
- MBA Finance d’entreprise, Audit, contrôle/supervision de gestion, DAF
- MBA Management de Projets (Direction d’entreprises, Création-Reprise, Start-Up)
- MBA Manager en Stratégie Digitale et Innovations
- MBA Supply Chain Management Achats, Logistique et gestion de Plateformes E-Services

### Formation Continue Wesford
Wesford Clermont propose des modules de formation pour les salariés dans les domaines suivants :
- Techniques de vente
- Commercial-vente
- Langues
- Bureautique
- Organisation administrative
- Communication / Web/ infographie

Ces formations sont dispensées dans le centres de Clermont-Ferrand mais aussi directement dans les entreprises.

## Difficultés rencontrées
En 2008, une plainte pour utilisation du mot "Master" est déposée par l'université Pierre-Mendès-France de Grenoble. Le Groupe Wesford est condamné en 2009 à verser une somme symbolique de 10 000 € par le tribunal correctionnel de Grenoble. 
Le 10 novembre 2011 puis le 10 janvier 2012, sont annoncés publiquement les redressements judiciaires des écoles Wesford de Lyon et de Grenoble. 
Le 10 mai 2012, Wesford Grenoble et Wesford Lyon rejoignent le groupe d'enseignement supérieur privé Eduservices (qui appartient au fonds de pension anglais Duke Street), qui regroupe 15 000 étudiants en France et réalise un chiffre d’affaires de 75 millions d'euros (ISCOM, IPAC, etc.). 
En octobre 2012, le groupe Eduservices annonce que Wesford Grenoble et Lyon sont placés en liquidation judiciaire. En mai 2013, le groupe Wesford est renommé en Wes'Sup. Sont alors proposés pour la rentrée scolaire 2013 des diplômes de Bac+2 à Bac+6 pour environ 250 étudiants.   
Depuis le Groupe IFC qui détient 8 écoles dans le sud de la France et compte plus de 3200 étudiants a racheté Wesford en l'incluant dans le groupe.  